# Smiltene (novads)
Smiltene est un novads de Lettonie, situé dans la région de Vidzeme. Son centre administratif est Smiltene.

## Géographie
La municipalité de Smiltene est située dans la partie nord des collines de Vidzeme, sur les rives de la rivière Abuls. Le plus grand lac naturel est le lac Klievezers (3,3 ha) dans la partie sud de la commune[6]. La commune compte trois lacs artificiels (réservoirs) créés sur la rivière. Le plus grand (10 ha) et le plus populaire est le lac Teperis juste à l'est de la ville.
Elle est bordée par les municipalités de Valka, Valmiera , Cēsis, Gulbene, Alūksne et les comtés de Valga et Võru de la république d'Estonie.
Sa superficie est de 1 801,3 km2, et elle compte 18 155 habitants en 2021.
La commune est divisée en 14 pagasts et deux villes.

## Historique
La municipalité actuelle est formée le 1er juillet 2021 par la fusion des municipalités d'Ape, de Raunos et de l'ancienne municipalité de Smiltene.
L'ancienne municipalité de Smiltene est créée en 2009 dans le cadre de la réforme du rajons de Valka. Elle était divisée en 8 municipalités et 1 ville, avec une superficie de 947,2 km2 et une population de 11 945 habitants en 2021.

## Symboles
Les armoiries et le drapeau utilisés jusqu'à la réforme administrative de 2021 ont été supprimés après les changements de frontières de la municipalité, et de nouvelles esquisses ont été présentées pour un vote en ligne en août 2022. Les esquisses devront être approuvées par la Commission héraldique de Lettonie avant d'être utilisées.

Blason (2010–2021)
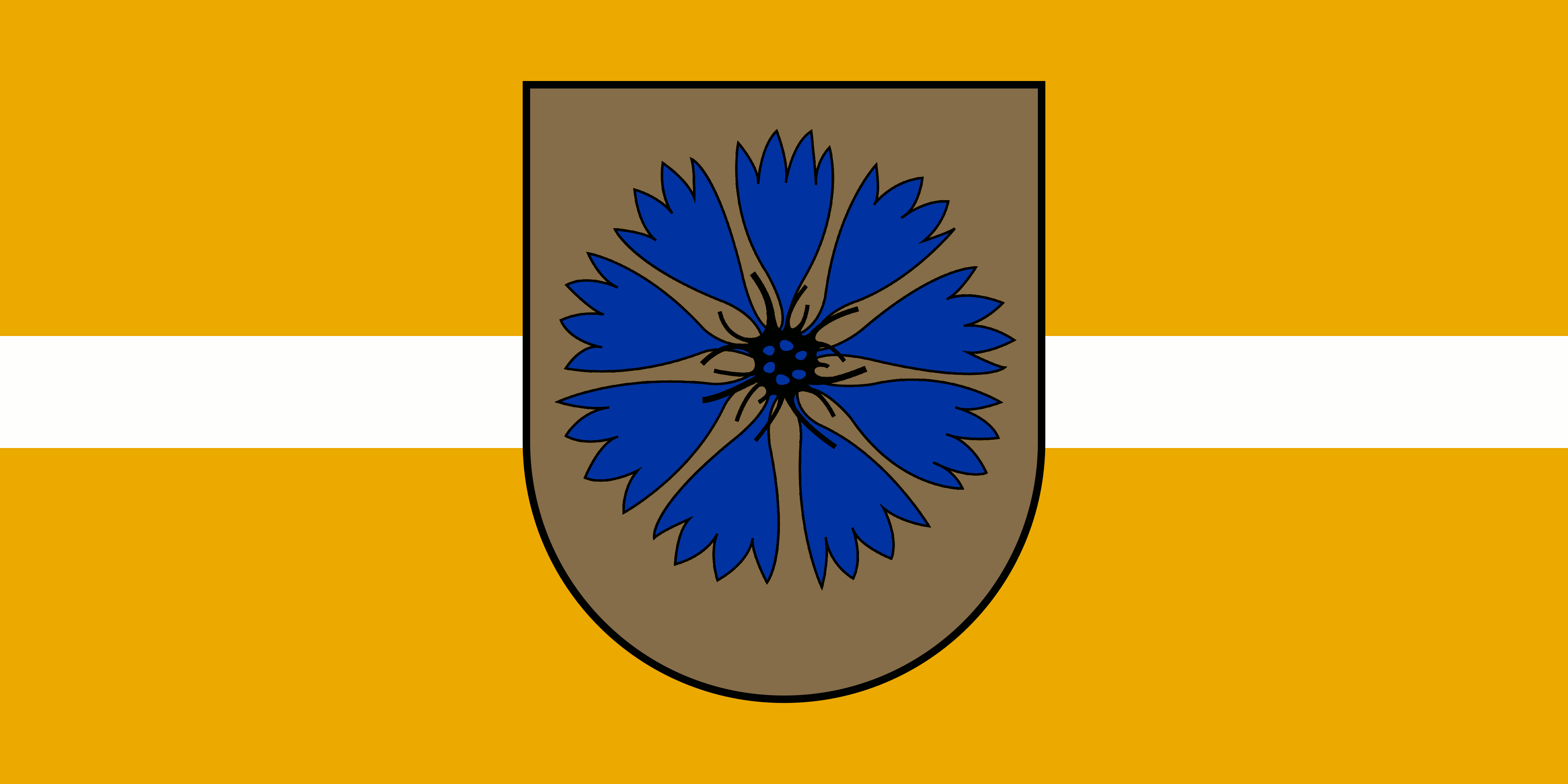
Drapeau (2012–2021)
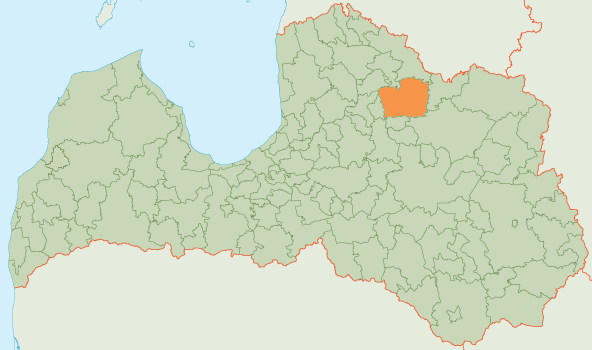
Frontières jusqu’à la réforme de 2021

## Jumelages
Smiltene est jumelée avec :
 Donnery (France)
 Drohobytch (Ukraine)
 Lviv (Ukraine)
 Navapolatsk (Biélorussie)
 Pincara (Italie)
 Písek (Tchéquie)
 Porkhov (Russie)
 Poustomyty (Ukraine)
 Rovigo (Italie)
 Steinkjer (Norvège)
 Wiesenbach (Bade-Wurtemberg) (Allemagne)
 Willich (Allemagne)